# Hôn nhân cùng giới ở Arizona
Hôn nhân cùng giới đã được công nhận hợp pháp tại tiểu bang Arizona của Hoa Kỳ kể từ ngày 17 tháng 10 năm 2014. Tiểu bang đã từ chối quyền kết hôn với các cặp cùng giới theo luật định từ năm 1996 và bằng một sửa đổi Hiến pháp Nhà nước được cử tri chấp thuận vào năm 2008. Hai các vụ kiện tại tòa án liên bang thách thức các chính sách của nhà nước đã kết thúc bằng một quyết định rằng lệnh cấm là vi hiến và nhà nước không kháng cáo phán quyết đó.
Trước phán quyết của tòa án, một số thành phố và thị trấn ở Arizona đã cung cấp các kết hợp dân sự hoặc quan hệ đối tác trong nước cho các cặp cùng giới.

## Hôn nhân cùng giới

### Thời hiệu
Năm 1975, Cơ quan lập pháp bang Arizona đã thông qua dự luật khẩn cấp xác định hôn nhân là sự kết hợp giữa nam và nữ sau khi Tòa án tối cao Arizona vô hiệu hóa giấy phép kết hôn cùng giới được cấp cho một cặp vợ chồng.
Năm 1996, các nhà lập pháp bang Arizona đã thông qua lệnh cấm kết hôn cùng giới và việc công nhận hôn nhân cùng giới được thực hiện bên ngoài tiểu bang. Thống đốc Cộng hòa Fife Symington, người có chiến thắng trong cuộc bầu cử năm 1994, một phần dựa trên chiến dịch chống lại sự ủng hộ của đối thủ về hôn nhân cùng giới, đã ký dự luật thành luật.